# Frecciabianca
A Frecciabianca az olaszországi Trenitalia márkaneve a nagysebességű vasúti járatainak. A Frecciabianca jelentése „fehér nyíl”, utalva a járművek színére és sebességükre. A vállalatot 2011-ben alapították.
A járatok legmagasabb sebessége, ahol ezt a pálya is lehetővé teszi, 250 km/h. Helyjegy váltása kötelező.

## Útvonal
- Torino – Milánó – Verona – Velence – Trieszt
- Milánó – Verona – Velence – Udine
- Torino – Genova – La Spezia – Pisa – Livorno – Róma
- Róma – Nápoly – Salerno – Lamezia Terme – Reggio di Calabria
- Velence – Padova – Bologna – Rimini – Ancona – Pescara – Foggia – Bari – Lecce
- Milánó – Parma – Reggio Emilia – Bologna – Rimini – Ancona – Pescara – Foggia – Bari – Lecce / Taranto
- Torino – Alessandria – Reggio Emilia – Bologna – Rimini – Ancona – Pescara – Foggia – Bari – Lecce
- Genova – La Spezia – Pisa – Firenze – Róma

## Járművek
- ETR 460 sorozat: billenőszekrényes motorvonat, maximális sebessége 250 km/h;
- FS ETR 470 sorozat: billenőszekrényes motorvonat, maximális sebessége 200 km/h;
- FS E414 sorozat: villamos mozdony személykocsikkal, maximális sebessége 250 km/h;
- FS E402B sorozat: villamos mozdony személykocsikkal, maximális sebessége 200 km/h.

## Kiszolgált állomások
| Név                                     | Közigazgatási egység | Vasútvonal | Szolgáltatások | Kép |
| --------------------------------------- | -------------------- | --- | --- | --- |
| Stazione di Alessandria                 | Alessandria          | Torino–Genova-vasútvonal Novara–Alessandria-vasútvonal Alessandria–Piacenza-vasútvonal Pavia–Alessandria-vasútvonal Alessandria–Cavallermaggiore-vasútvonal Alessandria–Ovada-vasútvonal Alessandria–San Giuseppe di Cairo-vasútvonal                                                                       | Frecciabianca |     |
| Stazione di Ancona                      | Ancona               | Ancona–Lecce-vasútvonal Bologna–Ancona-vasútvonal Ancona–Orte -vasútvonal Ancona–Ancona Marittima railway | Frecciabianca Frecciarossa |     |
| Stazione di Bologna Centrale            | Bologna              | Milánó–Bologna nagysebességű vasútvonal Porrettana-vasútvonal Milánó–Bologna-vasútvonal Verona–Bologna-vasútvonal Padova–Bologna-vasútvonal Bologna–Portomaggiore-vasútvonal Bologna–Firenze nagysebességű vasútvonal Bologna–Firenze-vasútvonal Bologna–Ancona-vasútvonal Marconi Express                  | Frecciarossa Frecciabianca Marconi Express Nuovo Trasporto Viaggiatori Line S1A Line S1B Line S2A Line S2B Line S4A Line S4B Line S5 |     |
| Stazione di Civitavecchia               | Civitavecchia        | Pisa–Róma-vasútvonal | Frecciabianca FL5 |     |
| Stazione di Firenze Santa Maria Novella | Firenze              | Bologna–Firenze-vasútvonal Firenze–Faenza-vasútvonal Pisa–Firenze-vasútvonal Viareggio-Firenze-vasútvonal Firenze–Róma nagysebességű vasútvonal Bologna–Firenze nagysebességű vasútvonal Firenze–Róma-vasútvonal                                                                                            | Venice-Simplon Orient Express Frecciarossa Frecciabianca Nuovo Trasporto Viaggiatori                                                 |     |
| Stazione di Genova Brignole             | Genova               | Pisa–La Spezia–Genova-vasútvonal Torino–Genova-vasútvonal Asti–Genova-vasútvonal Genova–Ventimiglia-vasútvonal | TGV EuroCity InterCity Frecciabianca                                                                                                 |     |
| Stazione di Grosseto                    | Grosseto             | Pisa–Róma-vasútvonal | Frecciabianca |     |
| Stazione di La Spezia Centrale          | La Spezia            | Pisa–La Spezia–Genova-vasútvonal | Frecciabianca treno regionale InterCity Frecciargento InterCity Notte Regionale Veloce                                               |     |
| Stazione di Lamezia Terme Centrale      | Lamezia Terme        | Battipaglia–Reggio di Calabria-vasútvonal Lamezia Terme-Catanzaro Lido-vasútvonal | Frecciabianca |     |
| Stazione di Latisana-Lignano-Bibione    | Latisana             | Velence–Trieszt-vasútvonal | Frecciabianca InterCity |     |
| Stazione di Lecce                       | Lecce                | Ancona–Lecce-vasútvonal Martina Franca–Lecce-vasútvonal Zollino–Gallipoli-vasútvonal Maglie–Otranto-vasútvonal | Frecciabianca Frecciarossa |     |
| Stazione di Livorno Centrale            | Livorno              | Pisa–Róma-vasútvonal Livorno–Collesalvetti-vasútvonal Pisa–Firenze-vasútvonal | Frecciabianca |     |
| Stazione di Milano Centrale             | Milánó               | Domodossola–Milánó-vasútvonal Lecco–Milánó-vasútvonal Milánó–Bologna-vasútvonal Milánó–Bologna nagysebességű vasútvonal Chiasso–Milánó-vasútvonal Milánó–Genova-vasútvonal Milánó–Velence-vasútvonal Milánó–Verona nagysebességű vasútvonal Torino–Milánó-vasútvonal Torino–Milánó nagysebességű vasútvonal | Trenhotel Trenitalia France EuroCity Frecciarossa Frecciabianca                                                                      |     |
| Stazione di Napoli Centrale             | Nápoly               | Róma–Cassino–Nápoly-vasútvonal Róma–Formia–Nápoly-vasútvonal Nápoly–Battipaglia-vasútvonal Nápoly–Foggia-vasútvonal Róma–Nápoly nagysebességű vasútvonal Nápoly–Salerno nagysebességű vasútvonal | Frecciabianca Frecciarossa Frecciargento InterCity Nuovo Trasporto Viaggiatori ligne 15 ligne 16                                     |     |
| Stazione di Padova                      | Padova               | Milánó–Velence-vasútvonal Padova-Bassano-vasútvonal Padova–Bologna-vasútvonal Padova-Padova Interporto-vasútvonal | Frecciabianca Frecciarossa |     |
| Stazione di Parma                       | Parma                | Milánó–Bologna-vasútvonal Brescia–Parma-vasútvonal Parma–La Spezia-vasútvonal Parma-Suzzara-vasútvonal | Frecciarossa Frecciabianca |     |
| Stazione di Pescara                     | Pescara              | Róma–Sulmona–Pescara-vasútvonal Ancona–Lecce-vasútvonal | Frecciarossa Frecciabianca |     |
| Stazione di Pisa Centrale               | Pisa                 | Pisa–Róma-vasútvonal Pisa–La Spezia–Genova-vasútvonal Pisa–Firenze-vasútvonal Pisa Centrale–Pisai repülőtér-vasútvonal Pisa–Lucca-vasútvonal Maremmana-vasútvonal | Frecciabianca Frecciargento |     |
| Stazione di Pordenone                   | Pordenone            | Velence–Udine-vasútvonal Pordenone–Aviano railway | Railjet Frecciabianca EuroNight InterCity                                                                                            |     |
| Stazione di Reggio Emilia               | Reggio Emilia        | Milánó–Bologna-vasútvonal Reggio Emilia-Guastalla-vasútvonal Reggio Emilia-Sassuolo-vasútvonal Reggio Emilia-Ciano d'Enza-vasútvonal Reggio Emilia-Boretto-vasútvonal | Frecciarossa Frecciabianca |     |
| Stazione di Reggio di Calabria Centrale | Reggio Calabria      | Battipaglia–Reggio di Calabria-vasútvonal Jonica-vasútvonal | Frecciabianca InterCity Frecciargento                                                                                                |     |
| Stazione di Rimini                      | Rimini               | Bologna–Ancona-vasútvonal Ferrara–Rimini-vasútvonal | Frecciabianca InterCity Frecciarossa                                                                                                 |     |
| Stazione di Roma Termini                | Esquilino            | Pisa–Róma-vasútvonal Róma–Albano-vasútvonal Firenze–Róma-vasútvonal Firenze–Róma nagysebességű vasútvonal Róma–Frascati-vasútvonal Róma–Cassino–Nápoly-vasútvonal Róma–Formia–Nápoly-vasútvonal Róma–Velletri-vasútvonal Róma–Sulmona–Pescara-vasútvonal Róma–Nápoly nagysebességű vasútvonal               | Frecciarossa Frecciabianca Frecciargento InterCity Nuovo Trasporto Viaggiatori FL4 FL5 FL6 FL7 FL8                                   |     |
| Stazione di Salerno                     | Salerno              | Nápoly–Battipaglia-vasútvonal Salerno–Potenza-vasútvonal Battipaglia–Reggio di Calabria-vasútvonal | Frecciabianca Nuovo Trasporto Viaggiatori Naples - Campi Flegrei <> Salerne Frecciarossa                                             |     |
| Stazione di Taranto                     | Taranto              | Taranto–Brindisi-vasútvonal Bari–Taranto-vasútvonal Bari–Martina Franca–Taranto-vasútvonal Jonica-vasútvonal | Frecciabianca |     |
| Stazione di Torino Porta Nuova          | Torino               | Torino–Genova-vasútvonal Torino-Fossano-Savona-vasútvonal Torino–Milánó-vasútvonal Torino–Modane-vasútvonal Torino–Pinerolo–Torre Pellice-vasútvonal | Frecciarossa Frecciabianca Line SFM3                                                                                                 |     |
| Stazione di Udine                       | Udine                | K.k. Staatsbahn Tarvis–Pontafel Velence–Udine-vasútvonal Udine–Trieszt-vasútvonal Udine-Cervignano-vasútvonal Udine-Cividale-vasútvonal | Frecciabianca EuroNight Railjet InterCity                                                                                            |     |
| Stazione di Venezia Santa Lucia         | Velence              | Milánó–Velence-vasútvonal Velence–Trieszt-vasútvonal Trento–Velence-vasútvonal Velence–Udine-vasútvonal | Trenitalia France EuroCity Nightjet Venice-Simplon Orient Express Frecciarossa Frecciabianca Railjet Nuovo Trasporto Viaggiatori     |     |
| Stazione di Verona Porta Nuova          | Verona               | Milánó–Velence-vasútvonal Brenner-vasútvonal Verona–Bologna-vasútvonal Verona-Mantova-Modena-vasútvonal Verona-Rovigo-vasútvonal | Trenitalia France Frecciabianca Frecciarossa                                                                                         |     |
| Stazione di Vicenza                     | Vicenza              | Milánó–Velence-vasútvonal Vicenza-Schio-vasútvonal Vicenza-Treviso-vasútvonal | Trenitalia France Frecciabianca EuroCity Frecciarossa                                                                                |     |
| Trieszt központi pályaudvara            | Trieszt              | Velence–Trieszt-vasútvonal Udine–Trieszt-vasútvonal Spielfeld-Straß–Trieszt-vasútvonal trieszti körvasút | Frecciabianca |     |